# Pico do Itacolomi
O pico do Itacolomi é uma formação rochosa com 1 772 m de altitude localizada no limite dos municípios de Mariana e Ouro Preto, em Minas Gerais. Está inserido no Parque Estadual do Itacolomi.

## Toponímia
De origem tupi, o termo "Itacolomi" significa "menino de pedra", através da junção dos termos itá (pedra) e kunumĩ (menino).

## História
Para os índios, o pico era visto como o "filho da montanha". É fácil perceber isso: uma pedra maior, com outra menor ao seu lado.
Foi o marco para localização das minas de ouro pelos bandeirantes na região. Graças à visão proporcionada pelo pico do Itacolomi, o bandeirante Antônio Dias de Oliveira conseguiu localizar o vale do Tripuí, em 1698. O pico foi o marco para os bandeirantes que deram início ao povoado do Vale do Tripuí, passando a Vila Rica, hoje Ouro Preto.

## Características

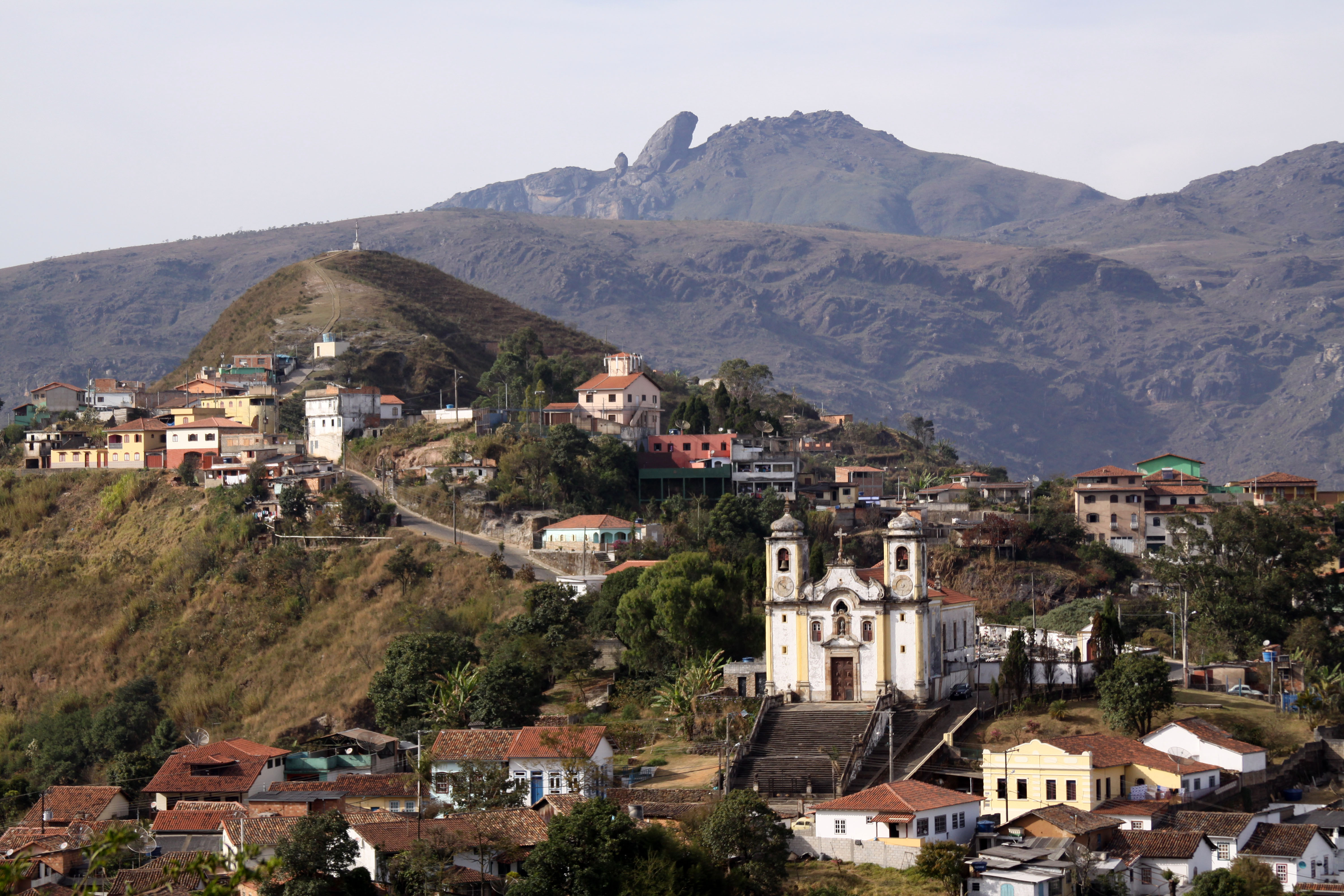
Igreja de Santa Efigênia, em Ouro Preto, com o Pico do Itacolomi em segundo plano.

Quase sempre encoberto por nuvens, se mostra imponente no cenário histórico de Ouro Preto. Sua face nordeste é vista do centro histórico de Mariana.
O Pico do Itacolomi está inserido na serra do Espinhaço, dentro do Parque Estadual do Itacolomi. Com 1 772 metros de altitude, sendo ponto de referência para os antigos viajantes da Estrada Real que ali passavam em busca do ouro das Minas Gerais, viajantes estes que o chamavam de "Farol dos Bandeirantes".
O Parque Estadual do Itacolomi é uma unidade de conservação com espaços territoriais – 7 543 hectares – com características naturais relevantes e com limites e objetivos de conservação definidos. O parque está situado nos municípios de Ouro Preto e Mariana e sua administração é de responsabilidade do Instituto Estadual de Florestas.
A sede administrativa do parque está localizada na Fazenda São José do Manso, que, na década de 1930, abrigava uma fábrica de chá e, hoje, oferece infraestrutura aos visitantes.

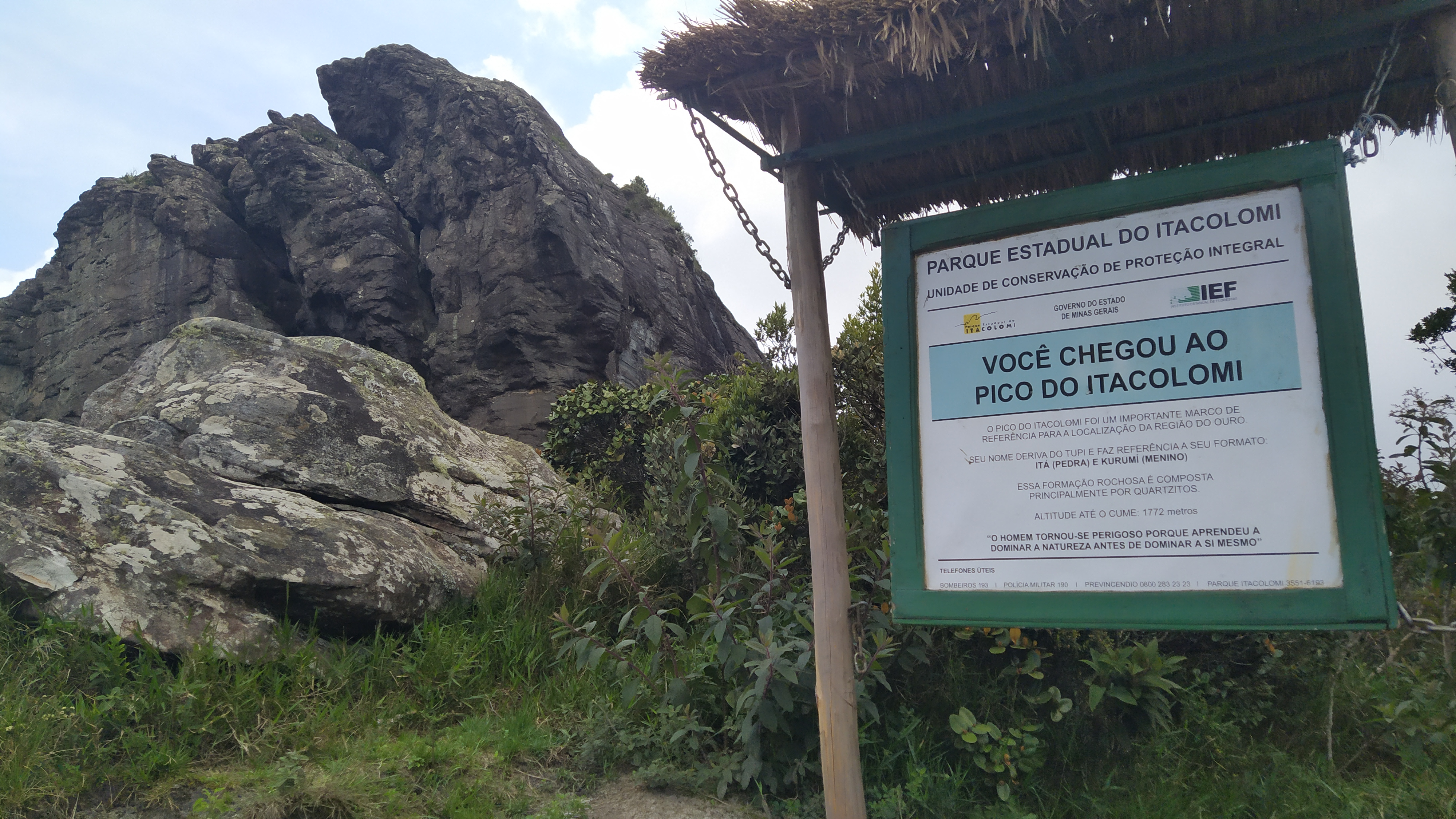
Vista de perto do Pico

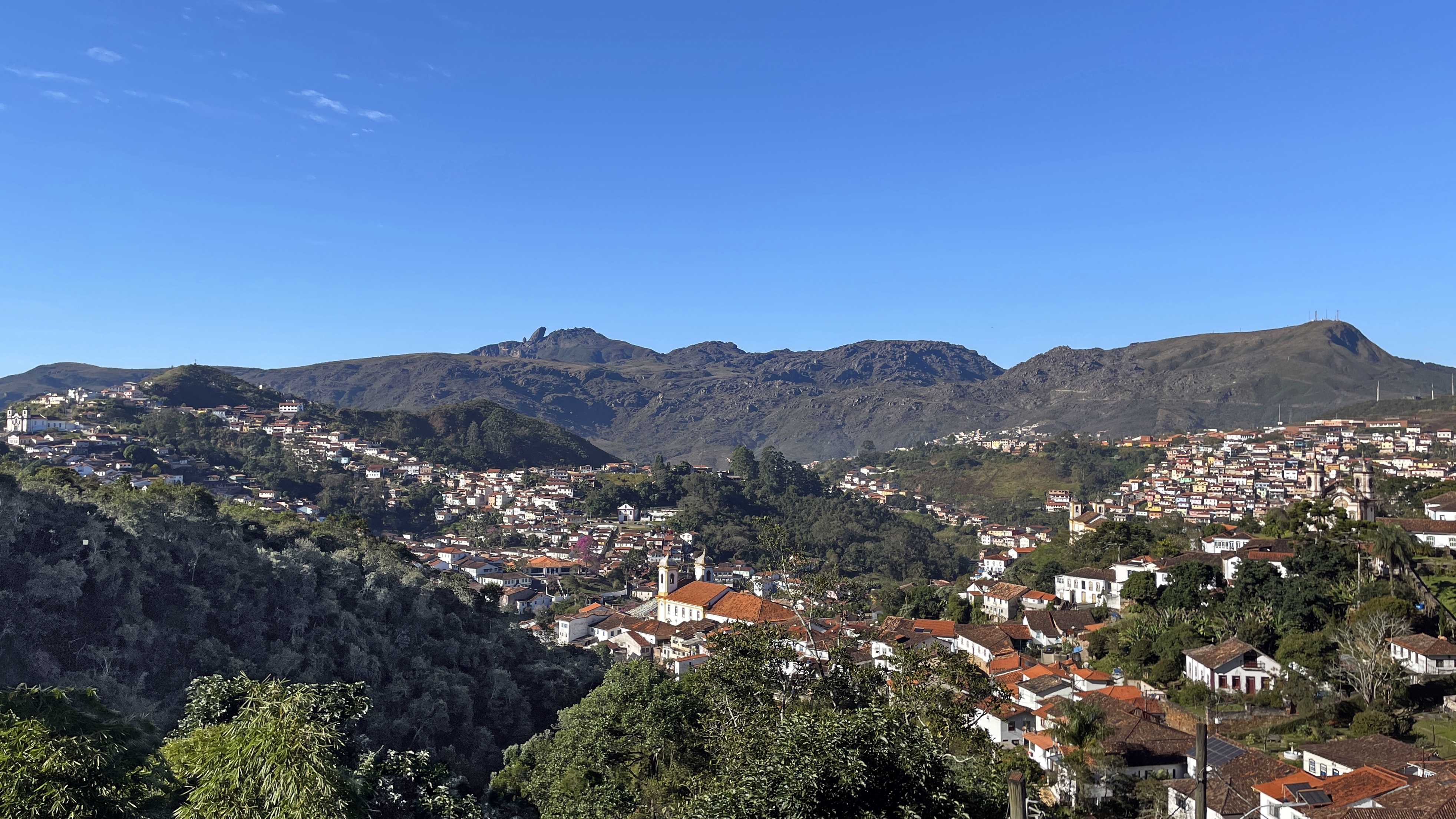
Vista de Ouro Preto com o Pico do Itacolomi (ao fundo à esquerda) e o Morro do Cachorro (à direita)

A vegetação predominante do parque é de Mata Atlântica e de campos de altitude, com destaque para os afloramentos rochosos e platôs com declives. No parque, existe a orquídea Habenaria itacolumia, espécie endêmica da região e que, até pouco tempo, havia sido dada como desaparecida, além das quaresmeiras e candeias ao longo dos rios e córregos.
Diversas espécies de animais silvestres, alguns ameaçados de extinção, como o lobo-guará, a ave-pavó, a onça-parda e o andorinhão-de-coleira (ave migratória) podem ser encontrados. Também podem ser vistas espécies de macacos, micos, tatus, pacas, capivaras e gatos-mouriscos. Levantamentos identificaram mais de duzentas espécies de aves, como jacus, seriemas e beija-flores.
Existem vários rios que nascem no parque, escondidos nas matas, desaguando, na sua maioria, no Rio Gualaxo do Sul, afluente da bacia do rio Doce.
Nas partes mais elevadas, aparecem os campos de altitude com afloramentos rochosos, onde se veem as gramíneas, canelas-de-emas, sempre-vivas e ciperáceas que cobrem os campos de altitude, além de diversas espécies de orquídeas. Após uma caminhada de aproximadamente oito quilômetros e duas horas de duração, chega-se à base do pico. A trilha é de nível médio, pela extensão e tem subidas íngremes. No entorno do pico do Itacolomi, se veem nascentes de água, fendas e pequenas grutas, porém o acesso ao local é dificultado por falta de trilhas demarcadas e pela grande quantidade de pedras.

## Homenagem
Recebeu da extinta rede brasileira de televisão Rede Tupi uma homenagem: sua emissora local recebeu seu nome, se chamando TV Itacolomi.